# لی الیس
لی الیس (انگلیسی: Lee Ellis؛ زادهٔ ۳ ژانویهٔ ۱۹۴۲) یک جامعه‌شناس آمریکایی است که از سال ۱۹۷۶ تا ۲۰۰۷ استاد جامعه‌شناسی در دانشگاه ایالتی مینوت بود. او همچنین از سال ۱۹۷۶ تا ۲۰۰۹ دستیار و دانشیار آنجا بود و پس از آن به عنوان مدعو خدمت کرد. استاد دانشگاه مالایا از سال ۲۰۱۰ تا ۲۰۱۲.جامعه‌شناس، و متخصص جرم‌شناسی است.